# Lumpsumskat
En lumpsumskat er en skat, der udgør et fast beløb, uafhængigt af det beskattede individs adfærd. (Et lumpsumsubsidium eller -tilskud er defineret tilsvarende.)
En kopskat er en særlig form for lumpsumskat, der i økonomisk teori anses for at være pareto-optimal, da den ikke forvrider de økonomiske aktørers incitamenter. Det er en regressiv skat, således at jo lavere indkomst, man har, jo højere procentdel af ens indkomst vil man skulle betale i skat. En kopskat vil reducere folks disponible indkomster, men ændrer ikke ved de relative priser og medfører derfor ingen substitutionseffekt og derfor ingen forvridninger. I grundlæggende mikroøkonomisk forbrugerteori vil en kopskat blot medføre en indkomsteffekt: Forbrugerne vil købe mindre generelt som følge af den lavere indkomst, men der vil ikke være nogen substitutionseffekt.
I teoretiske økonomiske fremstillinger bruges en  (hypotetisk) lumpsumskat ofte som referencepunkt, f.eks. som en standard, som andre, men forvridende former for skatter og afgifter kan sammenlignes med.